# Csábóc
Csábóc (szlovákul: Cabov, ukránul: Csabovec) község Szlovákiában, az Eperjesi kerület Varannói járásában.

## Fekvése
Varannótól 15 km-re délre, az Eperjes-Tokaji-hegység keleti oldalán fekszik.

## Története
1405-ben Zsigmond király oklevele említi először, egy Báthory István és a csábi Medgyesi család közti birtokvita kapcsán. A Medgyesi család leszármazottjai ma is élnek a községben. 1410-ben csicsva uradalmához tartozott. 1412-ben a szécsmezői Csapi család birtokos a településen. 1495-ben a Strithey család birtoka, 1545-ben Strithey Gábort említi itt oklevél. A 16–17. században a Strithey, Bocskay és Csapi család birtoka. 1670-ben 16 jobbágycsalád mellett 2 molnár és 2 szűcs él a faluban. 1688-ban pusztaként említik a községet. Lakói részt vettek a Bocskai- és a Rákóczi-szabadságharcban is.
A 18. század végén Vályi András így ír róla: „CSABINA. Czabótz. Tót falu Zemplén Vármegyében, földes Urai Báró Fischer, és Gróf Barkótzy Urak, fekszik Polyánkához tsak fél órányi járó földre, a’ hegy mellett, melly elválasztya Abaúj Vármegyét, meredek oldalakon; földgye kemény, nehéz mivelésű, és tsak zabbal, ’s árpával bővelkedik, kivévén valamelly részét, a’ hol gabonával is fizet, tsekély vagyonnyaihoz képest, harmadik Osztálybéli.”
Fényes Elek 1851-ben kiadott geográfiai szótárában így ír a faluról: „Csabócz, orosz falu, Zemplén vgyében, Gálszécshez északra 2 órányira: 83 r., 306 g. kath., 17 zsidó lak., g. kath. paroch. templommal. Van malma, 495 hold szántóföld, erdeje, hegyes határja. F. u. gr. Barkóczy, Szemere, Kálnásy, Fáy, s m. Ut. p. Vecse.”
Borovszky Samu monográfiasorozatának Zemplén vármegyét tárgyaló része szerint: „Czábócz, tót kisközség 91 házzal és 439, nagyobbára gör. kath. vallású lakossal. Postája Szacsur, távírója és vasúti állomása Szécspolyánka. Legrégibb okleveles említése 1412-ben történik, a mikor Csabócs néven a Csapyak birtoka. 1492-ben Csapy Ambrus az ura, 1495-ben meg már a Sztrithey családé. Ez időben Zabolcz alakban szerepel, egy évvel később pedig Szabolcz alias Csabolcz néven a váczi püspökségnek is van itt birtoka. 1545-ben Sztrithey Gábor is birtokosául említtetik, 1569-ben pedig Deregnyey Pált, Rákóczy Györgyöt és Kálnássy Ferenczet iktatják a birtokába s ekkor Csabolcs alakban szerepel. Az 1598-iki összeírás nyolcz birtokosát említi; ezek: Soós István, Szürtey Miklós özvegye, Farkas András, Csapy Ferencz, Bégányi Ferencz, Nyárády Albert, Ketzer István és Bocskay Miklós. 1600-ban a Daróczyaknak is van itt részük. 1754-ig a Bocskayak, Csapyak és Soósok az urai, de ugyanekkor földesúri joggal birnak itt Kálnássy Ádám s Ferencz és Kácsándy László. Azután a Barkóczy grófok, a Fischer bárók, a Máriássy bárók, a Szemere, a Kálnássy, Fáy és Medgyesy családok birtokolják. Jelenleg a gróf Barkóczy család az egyedüli földesura. 1663-ban a pestis pusztította lakosait, 1904 július 24-én pedig nagy tűzvész okozott sok kárt a faluban, melynek gör. kath. temploma 1772-ben épült.”
1920 előtt Zemplén vármegye Gálszécsi járásához tartozott.

## Népessége
| Év:            | 1994. | 2004.   | 2014.   | 2024.    |
| -------------- | ----- | ------- | ------- | -------- |
| Emberek száma: | 414   | 422     | 398     | 350      |
| Eltérés:       |       | +1,93 % | -5,68 % | -12,06 % |

| Év:            | 2023. | 2024.   |
| -------------- | ----- | ------- |
| Emberek száma: | 354   | 350     |
| Eltérés:       |       | -1,12 % |

1910-ben 437-en, többségében szlovákok lakták, jelentős magyar és német kisebbséggel.
2001-ben 422 szlovák lakosa volt.
2011-ben 410 lakosából 401 szlovák.

## Nevezetességei
- A Szentcsalád tiszteletére szentelt, görögkatolikus temploma 1772-ben épült barokk-klasszicista stílusban.